# هورست والتر (بازیکن فوتبال)
هورست والتر (انگلیسی: Horst Walter; ۲ ژوئیهٔ ۱۹۳۹ – ۲۲ ژوئیهٔ ۲۰۱۵) بازیکن فوتبال اهل آلمان بود.
از باشگاه‌هایی که در آن بازی کرده‌است می‌توان به باشگاه فوتبال هالشر، باشگاه فوتبال دینامو درسدن، و باشگاه فوتبال درسدنر اشاره کرد.
وی همچنین در تیم ملی فوتبال آلمان شرقی بازی کرده‌است.